# Торы (сельское поселение)
Се́льское поселение «Торы» (бур. Тоорын hомон) — муниципальное образование в Тункинском районе Бурятии Российской Федерации.
Административный центр — село Торы.

## История
Статус и границы сельского поселения установлены Законом Республики Бурятия от 31 декабря 2004 года № 985-III «Об установлении границ, образовании и наделении статусом муниципальных образований в Республике Бурятия»

## Население
| 2002  | 2011  | 2012  | 2013  | 2014  | 2015  | 2016  |
| ----- | ----- | ----- | ----- | ----- | ----- | ----- |
| 2733  | ↘1316 | ↘1296 | ↘1276 | ↘1272 | ↘1228 | ↘1189 |
| 2017  | 2018  | 2019  | 2020  | 2021  | 2023  | 2024  |
| ↘1161 | ↘1138 | ↘1094 | ↘1060 | ↘955  | ↘915  | ↘880  |

## Состав сельского поселения
| № | Населённый пункт | Тип населённого пункта       | Население |
| - | ---------------- | ---------------------------- | --------- |
| 1 | Торы             | село, административный центр | ↘876      |
| 2 | Шулута           | улус                         | ↗440      |